# 哈艮地

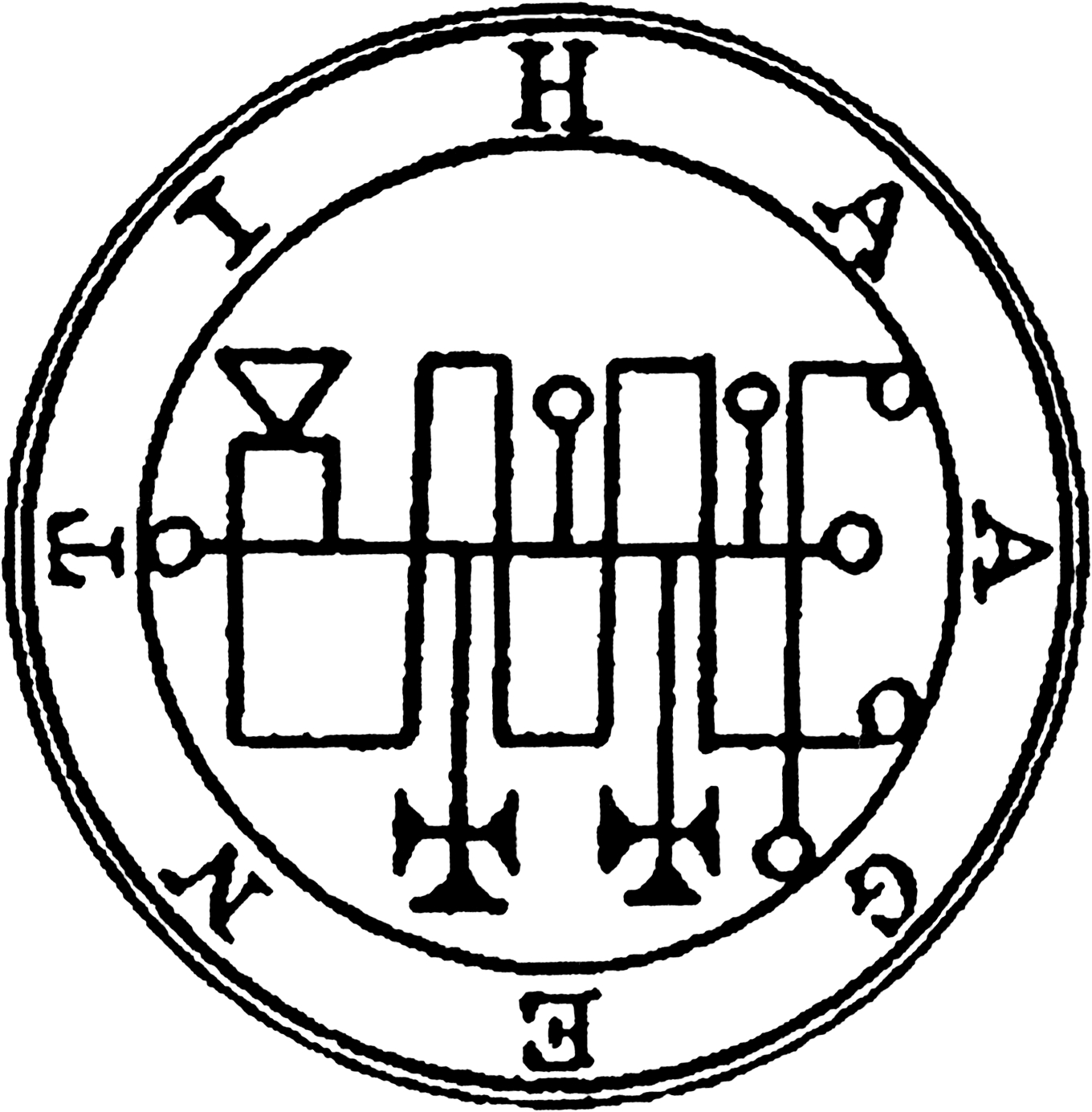
哈艮地的徽章

哈艮地（英語：Hagenti），为所羅門王72柱魔神中排第48位的魔神，位階統領，統帥33個軍團。別名「海艮地」（Haagenti）、「哈格尼特」（Hagenit）、「哈加提」（Haagenti）。其形象為生著鷲翼的公牛。他可以使人聰慧，亦有點石成金，化水為酒的能力。

## 流行文化
- 遊戲《原神》中的塵之魔神歸終。游戏里把祂称作“哈艮图斯”。

## 延伸阅读
- Mathers, S.L. MacGregor and Crowley, Aleister, The Lesser Key of Solomon（页面存档备份，存于）(1904), The Internet Sacred Text Archive（页面存档备份，存于）
- Waite, A.E., The Book of Ceremonial Magic（页面存档备份，存于）(1913), The Internet Sacred Text Archive
- Goetia（页面存档备份，存于）, Twilit Grotto: Archives of Western Esoterica